# Severina Vučković
Severina Vučković (Split, Croacia; 21 de abril de 1972) es una actriz y estrella de la música pop croata. Su nombre artístico es simplemente Severina.
Su estilo tiene influencias de los artistas de cabaret y folk bálcanico y dalmatino. Su carrera se inició en 1989 y es una de las más populares artistas de su país desde entonces. Ganó numerosos festivales y sus álbumes tuvieron mucho éxito. Algunas de sus canciones más populares son «Kad si sam», «Dalmatinka», «Djevojka sa sela», «Ja samo pjevam», «Adam i Seva», «Moja štikla», «Krivi spoj», «Brad Pitt», «Italiana», «Tarapana», «Uzbuna», «Ostavljena», «Lola» y «Dobrodošao u klub», entre otras. Lanzó un álbum con sus grandes éxitos en 2005. Más tarde, ganó el festival Dora en 2006, con «Moja Štikla», y representó a Croacia en Eurovisión acabando en el puesto 13.

## Álbumes
- Severina (álbum) – 1989
- Dalmatinka – 1993
- Trava zelena – 1995
- Moja stvar – 1996
- Djevojka sa sela – 1998
- Paloma nera - Live album – 1999
- Ja samo pjevam – 1999
- Pogled ispod obrva – 2001
- 18 velikih hitova – 2002
- Virujen u te - Najbolje uživo – 2002
- Virujen u te - DVD – 2003
- Severgreen – 2004
- Moja štikla – 2006
- Zdravo Marijo – 2008
- Halo – 2019